# 名鉄3780系電車
名鉄3780系電車（めいてつ3780けいでんしゃ）は、名古屋鉄道（名鉄）が1966年（昭和41年）に導入した電車である。名鉄の直流1,500 V電化路線において運用された吊り掛け駆動車各形式のうち、間接手動進段制御器を搭載するHL車に属する。
以下、本項においては3780系電車を「本系列」と記述し、また編成単位の説明に際しては制御電動車モ3780形の車両番号をもって編成呼称とする（例：モ3781-ク2781の2両で組成された編成であれば「3781編成」）。

## 導入経緯
名鉄に在籍する間接非自動加速制御（HL制御）方式の各形式を対象とした主要機器流用・車体新製による更新工事は、1957年（昭和32年）の3700系（2代）の導入以降、中途ラッシュ時の輸送に対応する車体設計を採用した3730系、および3730系の車内座席を転換クロスシート仕様に改良した3770系への設計変更を経て、1966年（昭和41年）度上半期まで順次進捗した。
3700系（2代）・3730系・3770系のHL制御車各形式は名古屋本線・犬山線など幹線路線区（本線系統）における普通列車運用のほか、支線区直通の優等列車運用にも充当されたが、同時期にはモータリゼーションの進展に伴って特に支線区において利用客の自家用車への移転が顕著となりつつあり、支線区における運用車両の質的向上が急務とされた。また、幹線路線区においても1959年（昭和34年）に導入された5500系以降、車両冷房設備は自家用車との対抗上旅客サービスとして必要不可欠なものとなっており、冷房装置を搭載しない前掲3形式は旅客サービスの点から見劣りする存在であった。
そのため、1966年（昭和41年）度下半期に導入するHL制御の車体更新車については、支線区における旅客サービス向上を主眼として、車両冷房設備を名鉄における車体更新車として初めて採用し、かつ通勤通学輸送と行楽輸送という相反する用途の両面を満たす接客設備を備える新型車両として新規設計された。以上の経緯により、本系列は1966年（昭和41年）11月から同年12月にかけて、制御電動車モ3780形3781 - 3790および制御車ク2780形2781 - 2790の計20両、2両編成10本が日本車輌製造本店において新製・導入された。また本系列全車の落成をもって、HL制御方式の各形式を対象とした主要機器流用・車体新製による更新工事は全て完了した。

## 車体

### 構体・外観
全金属製・準張殻構造の軽量構体を備える。車体長17,000 mm・車体幅2,700 mm・心皿中心間隔11,800 mmの各主要寸法は3700系（2代）・3730系・3770系の各形式と共通するが、本系列では車体裾部に5500系などと同様に丸みを設けた点が異なり、また屋根上に冷房装置を搭載する都合上、車体高が前掲3形式の3,650 mmに対して3,500 mmと150 mm縮小された。外板厚は前面および側面が1.6 mm、屋根部が1.2 mmとされ、断熱材として25 mm厚の石綿が外板裏側に貼付されている。
モ3780形・ク2780形とも一方の車端部に乗務員室を設けた片運転台構造を採用し、運転台は床面高さより250 mmかさ上げされた高運転台構造とした。前後妻面には700 mm幅の貫通路および貫通扉を設け、前面側の貫通扉は内開式、連結面側の貫通扉は引扉式とした。妻面形状は前面および連結面とも後退角のない切妻構造とし、前面については妻面と側面および屋根部との接合部分を円弧形状に処理している。前面貫通扉の左右には側面まで回り込んだ、いわゆるパノラマミックウィンドウ構造の横長の前面窓を配したが、前面窓ガラスは曲面ガラスではなく平面ガラスを採用し、前面窓は左右とも妻面と側面との境界部分で2分割されている。
前照灯は全灯時150 W・減灯時50 Wの切替式シールドビームを前面の妻面と屋根部との境界付近に左右1灯ずつ計2灯設置した。前照灯2灯の中間、すなわち貫通扉直上の妻面と屋根部との境界付近にはミュージックホーンを格納するケースを設け、ケース前面は横格子のルーバー状に処理されている。後部標識灯は角型埋込式で、通過標識灯との兼用タイプのものを前面腰板下部に左右1灯ずつ計2灯設置した。
側面には3730系および3770系と同様に1,400 mm幅の両開客用扉を片側2箇所配した。側窓については2段構造の窓2枚を1組とする1,500 mm幅・高さ850 mmのユニット窓を新たに採用し、乗務員扉直後および連結面側車端部に各1組、客用扉間に3組設け、また戸袋部には戸袋窓を設けた点が3730系および3770系とは異なる。側面窓配置はd2(1)D(1)222(1)D(1)2（d：乗務員扉、D：客用扉、各数値は側窓の枚数、カッコ付は戸袋窓を表す）である。
車体の外部塗装は3730系の一部に採用された、青みがかった薄紫色（ライトパープル）1色塗りを踏襲した。この塗色は名古屋市在住の洋画家である杉本健吉の発案により採用されたものである。

### 車内
車内は3770系と同様に全席転換クロスシート仕様であるが、1人掛け席と2人掛け席を適宜配置することにより、ロングシート仕様の車両と同等の床面積を確保して通勤通学輸送に対応し、なおかつ行楽輸送に求められる高い居住性を損なわない工夫がされた。
すなわち、各客用扉直近の1列計8脚の座席を1人掛け席として、ラッシュ時間帯において乗降客で最も混雑する客用扉付近の移動を容易とした。また、その他の座席については通路を挟んだ左右に1人掛け席と2人掛け席を配置し、車体中央部で座席配置を左右反転させた構造を採用、車内通路幅を最小1,015 mmとして、従来の2人掛け席を通路左右に配した転換クロスシート仕様の車両の通路幅605 mmと比較して410 mmの拡幅を実現した。座席横幅は1人掛け席が533 mm、2人掛け席が933 mmで、座席間中心間隔（シートピッチ）は900 mmと5500系および7000系「パノラマカー」とほぼ同等の居住性を備える。
車内壁面はメラミン樹脂積層鋼板の採用により無塗装化を図り、壁面色はクリーム色、座席表皮（シートモケット）はエンジ色とし、壁面を緑色系または銀灰色・座席表皮を青色系とした従来車から一新した。
荷棚は全ての座席直上の窓上に設け、混雑時の運用を考慮して1人掛け席部分に設置された荷棚には握り棒を併設した。なお、つり革については名鉄におけるクロスシート仕様の車両の設計流儀に則って省略された。
天井部は冷房ダクトなどの出っ張りのない平天井構造とし、冷房装置からの冷風吹出口のみを設け、扇風機など補助送風機は設置されていない。車内照明は交流電源を用いた蛍光灯仕様とし、40 Wの管型蛍光灯を1両あたり14本設置、うち2本は予備灯兼用とした。

## 主要機器
意欲的な設計を多数採用した車体とは対照的に、主要機器については3700系・3730系・3770系の各形式と同様に従来車からの流用品が多くを占める。
制御装置はウェスティングハウス・エレクトリック (WH) 社の原設計による電空単位スイッチ式間接非自動加速制御のHL-272G-6を、主電動機はウェスティングハウス・エレクトリックWH-556-JR-6G直流直巻電動機（端子電圧750 V時定格出力74.6 kW）を採用、いずれもモ3780形へ搭載した。WH-556-JR-6Gは前掲した3形式を含む名鉄のHL制御車各形式における標準型主電動機であったWH-556-J6の電機子軸をコロ軸受構造に改造した機種であり、1両あたり4基、歯車比3.045 (67:22) で搭載した。WH-556-J6主電動機のWH-556-JR-6Gへの改造は3730系モ3730形の更新転用当時から一部で施行されていたが、本系列については冷房装置搭載などによる車両重量増を考慮して、転がり抵抗を低減したWH-556-JR-6Gに当初から統一されている。駆動方式は吊り掛け式である。
台車はモ3780形3781 - 3784の4両のみ、一体鋳鋼製台車枠を備えるペデスタル式コイルばね台車の住友金属工業（現・日本製鉄）FS35を新製して装着し、他の車両については各種旧型台車を種車より流用した。モ3875 - モ3790およびク2780形2783・2786 - 2788が装着する日本車輌製造D16、ク2781・ク2782が装着するBW84-30-AA、ク2784・ク2785が装着する日本鉄道自動車工業NT31の各台車は、いずれもボールドウィン・ロコモティブ・ワークス (BLW) が設計・製造したボールドウィンA形台車を原設計とする形鋼組立形の釣り合い梁式台車である。また、ク2789・ク2790が装着する日本鉄道自動車工業NSC31台車は、国鉄制式台車の一つであるTR23台車に酷似した構造・外観を特徴とするペデスタル式ペンシルバニア形台車である。
制動装置はM三動弁を用いるAMM / ACM自動空気ブレーキを常用制動として使用する。
冷房装置は新規設計した東芝RPU-1504分散式冷房装置（冷却能力4,500 kcal/h）を1両あたり6基、各車の屋根上に搭載する。RPU-1504は圧縮ポンプを省略したポンプレス設計とし、またエバポレーターおよびコンデンサなど各装置を一体構造として装置本体を上下方向に薄型化したことにより、前述の通り車内天井部分の平天井構造化を可能とした。また、RPU-1504は本系列竣功ののちに新製された7000系3次車以降および7500系3次車以降においても採用された。
電動発電機 (MG) は冷房装置搭載に伴う負荷増を考慮して大出力仕様とし、7000系と同一機種の東芝CLG-326D（三相交流220 V・60 Hz、定格出力60 kVA）を採用、DH-25電動空気圧縮機 (CP) とともにク2780形へ搭載する。
集電装置は東洋電機製造PT-42F菱形パンタグラフを、モ3780形の屋根上連結面寄りに1基搭載する。当時における標準的な鋼管組み立て式のパンタグラフであるが、新造されたのはモ3783用の1基のみで、モ3781・モ3782は予備品転用、モ3784 - モ3790は3730系に搭載されたPT-42Fを旧式な国鉄型戦時設計パンタグラフPS13に交換して捻出転用したものをそれぞれ搭載した。

## 運用

### 本線系統在籍時
導入当初は三河線直通特急「かえで号」など支線区直通の優等列車運用を中心に充当され、支線区における車両冷房によるサービス向上に寄与した。
なお、本系列より本格採用されたライトパープル1色塗りという車体塗装は一時期他系列へ普及しかけたものの、塗料が耐候性に乏しく退色が激しかったことや遠方からの車両の視認性に著しく難があることなどを理由に中断された。間もなく本系列を含むライトパープル1色塗りの車両は全車とも当時の標準塗装であった黄色がかったクリーム（ストロークリーム）地に赤帯へ塗装変更され、ライトパープル塗装は誕生から約2年で消滅した。
後に本系列は3700系（2代）・3730系・3770系の各形式と共通運用で、普通列車運用から優等列車運用まで各路線区において幅広く充当された。しかし本系列を含むHL車と呼称された3700番台の車体更新車は、SR車 (Super Romance car) と呼称されるカルダン駆動車各形式や、HL車と同じく吊り掛け駆動車ではあるものの主電動機出力が高く弱め界磁制御機能を備える間接自動加速制御（AL制御）仕様のAL車と呼称される各形式と比較して走行性能が劣るため、新型車両の増備に伴って支線区における運用が中心となっていった。
走行性能が劣った理由としては、
- 主電動機のWH-556-J6系は元来高回転型で高速性能重視の設計ではあったが、AL車の標準品であった東洋電機製造TDK-528系に対しては出力が2/3程度と低いこと[27][29]。
- 主制御器のHL-272G-6は、設計年次の古さから高速運転時に用いる弱め界磁制御機能を持たないこと。
- 元々電装品供出元の車両では上記の弱点を補うためM車の比率を高めた編成を組んでいた[* 2]。3700系登場当時も全電動車の2両で登場したが、早急な更新が求められていた社内的事情から途中で計画を変更し、3730系以降も非力さを承知でMT比が1:1という編成を組んだこと。

の3点が大きかったが、特に本系列は冷房装置および大出力電動発電機といった重量物の搭載に伴って、3700系・3730系・3770系の各形式より編成重量が大幅に増加したにもかかわらず、主要機器は歯車比含め全く同一仕様であったため、先述した主電動機の転がり抵抗の低減程度ではその差を埋められず、特にその走行性能の低さが指摘された。1970年代前半には、新型車両導入に伴って代替廃車となるAL車の主要機器を転用し、本系列の走行性能の向上を図ることが計画されたものの実現しなかった。

### 瀬戸線転属とその後
最終的に本系列は、1978年（昭和53年）3月に実施される瀬戸線の架線電圧1,500 V昇圧を機に、名古屋本線など幹線系統と比較して運行速度の低い瀬戸線へ全車集中配置されることとなった。昇圧前年の1977年（昭和52年）からに1978年にかけて、車体塗装のスカーレット1色塗り化とともに、昇圧工事完成後には経路変更による地下新線（栄町 - 東大手間）開業が予定された瀬戸線入線対策として、車体の不燃構造化（A-A基準適合化）改造が順次施工され、改造が済んだ車両は国鉄線を経由し、大曽根駅の連絡線から瀬戸線へと転属した。改造後はシートモケットおよび側窓カーテンの難燃素材への交換、側窓下段の上昇幅制限、非常用ハシゴの搭載、保安ブレーキの新設、前面貫通扉部への貫通幌新設などA-A基準に適合する仕様に改められた。
1978年3月19日の昇圧工事完成当日より、この時点では本線系に残存した3783編成・3787編成・3788編成を除く7編成14両が瀬戸線において運用を開始し、同年8月20日の瀬戸線の栄町乗り入れ工事完成に際しては前述した3編成も瀬戸線へ転属、全編成が瀬戸線において運用を開始した。運用開始当初の本系列は当時の瀬戸線における唯一の冷房車であったことから、主力車両として主に瀬戸線における最上級種別である急行列車運用に充当された。
後年瀬戸線の利用客増加に伴って収容力の向上を図るため、1985年（昭和59年）5月から翌1986年（昭和60年）3月にかけて本系列全車とも座席のロングシート化が施工され、特徴ある座席配置は消滅した。また、同時期には種車由来の雑多な台車を装着したク2780形について、3880系など本線系において廃車となったAL車各形式より発生した台車を転用して台車形式の整理が実施された。幾度かの台車振り替えを経て、最終的にク2780形の台車は全て3880系由来の扶桑金属工業（のちの住友金属工業）製のKS-33E鋳鋼組立形釣り合い梁式台車で統一された。
AL車の車体更新車である6750系2次車の導入に伴って、本系列とも混用された瀬戸線に在籍する3730系・3770系は1990年（平成2年）に全廃となった。ただし、冷房車である本系列は代替対象から外れ、瀬戸線に残存する唯一のHL車として運用された。また同時期には2編成を併結した4両編成での運行が常態化し、編成替えを行う機会も減少したことから、一部の先頭車については前面の貫通幌を撤去した。
その後、瀬戸線の輸送力増強および本系列の代替を目的として、6000系2両編成8本が1995年（平成7年）4月から7月にかけて本線系より転入したことを受け、同年6月から7月にかけて3782編成・3783編成・3786編成・3788編成の計4編成8両が廃車となった。翌1996年（平成8年）5月には前述した6000系2両編成のうち6本を4両編成化するため中間車12両が転入し、残る6編成12両についても同年5月2日付で3787編成・3789編成が、同年5月18日付で3785編成・3790編成がそれぞれ除籍された。同年5月26日には最後まで残存した3781編成・3784編成の両編成で組成された4両編成を用いてさよなら運転「さよなら瀬戸線HL3780形」が実施され、同年6月1日付の3781編成・3784編成の除籍をもって本系列は形式消滅した。また、本系列の形式消滅によって、名鉄の架線電圧1,500 V路線区に在籍するHL車は全廃となった。
本系列の全廃後、モ3781 - モ3784が装着したFS35台車のうち3両分が、1996年（平成8年）7月に6750系の付随車サ6680形6683 - 6685へ転用された。